# Backhaus (Eschenau)

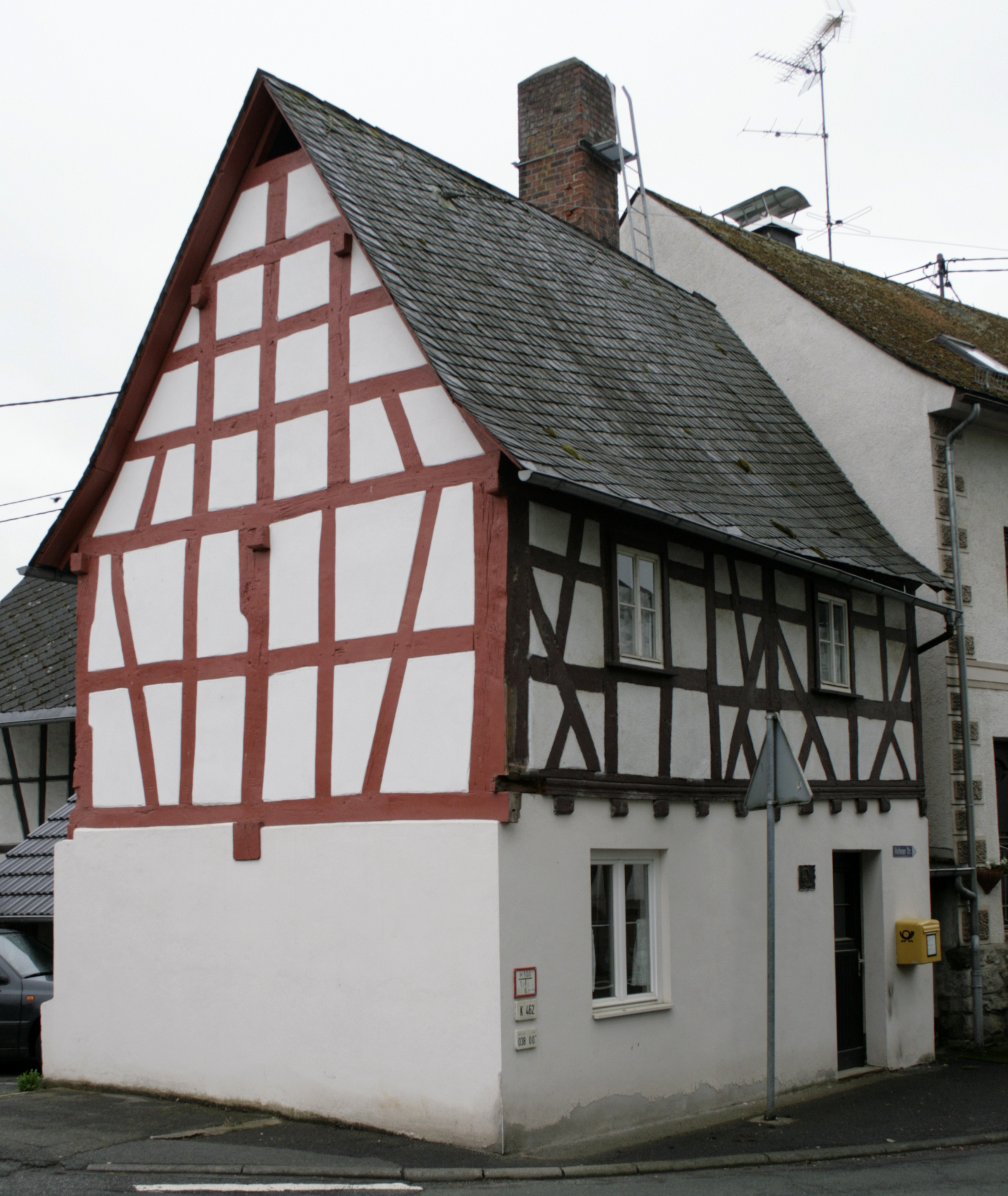
Ehemaliges Backhaus in Eschenau

Das Backhaus in Eschenau, einem Ortsteil der Gemeinde Runkel im mittelhessischen Landkreis Limburg-Weilburg, wurde Mitte des 18. Jahrhunderts errichtet. Das ehemalige Backhaus an der Hofener Straße 1 ist ein geschütztes Kulturdenkmal. 
Über dem teilweise massiv erneuerten Erdgeschoss steht eine zweizonige Fachwerkwand. Ein älterer Ofen ist im Inneren erhalten.  
Im zweigeschossigen Haus befand sich auch ein Gemeinde- und Schulraum.